# إيمري فورجاكس
إيمري فورجاكس هو سياسي مجري، ولد في 9 أبريل 1949 في بودابست في المجر. نشط حزبياً في حزب العمال الاشتراكي المجري. وقد انتخب وزير الداخلية ‏ (15 ديسمبر 2009 – 29 مايو 2010).